# Єфімов Віктор Олексійович
Єфімов Віктор Олексійович (5 березня 1921, м. Нікополь Дніпропетровської області — 3 грудня 2002) — вчений у галузі металургії та ливарного виробництва, доктор технічних наук, професор, академік НАН України.

## Життєпис
1946 р. — закінчив Дніпропетровський металургійний інститут.

1946 −1951 рр. — робота кафедрі металургії сталі Київського політехнічного інституту, навчання в аспірантурі на цій же кафедрі.

1951 −1954 рр. — молодший науковий співробітник Інституту чорної металургії.

1954–1963 рр. — молодший, потім старший науковий співробітник Інституту газу.

1963 р. — очолив відділ процесів плавлення сплавів і формування зливків Інституту проблем лиття АН УРСР.

1964–1966 рр. — заступник директора.

1966 −1988 рр. — директор цієї установи.

З 1988 р. — старший науковий співробітник, радник дирекції Фізико-технологічного інституту металів та сплавів НАН України.
1953 р. — захистив кандидатську дисертацію.

1961 р. — захистив докторську дисертацію.

1967 р. — обрано членом-кореспондентом АН УРСР.

1973 р. — обрано академіком АН УРСР.

## Наукова діяльність

барельєф В. О. Єфімова

З ім'ям В. О. Єфімова пов'язаний розвиток в інституті нових напрямів досліджень, у тому числі широкомасштабного вивчення рідкого стану металевих і шлакових розплавів, впливу турбулентних потоків рідкої сталі на кристалізацію зливків і виливків та виникнення в них дефектів різної природи. Значний теоретичний і практичний інтерес становлять роботи В. О. Єфімова, присвячені вивченню гідродинаміки процесів лиття металевих розплавів, теплофізичних умов формування великих зливків і виливків. Створені ним технології розливання сталі широко застосовувалися на багатьох металургійних і машинобудівних підприємствах країни.
Він підготував 6 докторів і понад 30 кандидатів наук. Серед його вихованців є громадяни інших країн.
Тривалий час В. О. Єфімов був головою спеціалізованої вченої ради із захисту докторських і кандидатських дисертацій, головою, а останнім часом — заступником голови редакційної колегії створеного за його ініціативою журналу «Процессы литья», входив до складу редколегій ряду інших науково-технічних видань. Його діяльність ніколи не обмежувалася рамками інституту. Чимало зробив Віктор Олексійович для координації досліджень процесів лиття у масштабах СРСР, був науковим керівником програми робіт академічних установ України з ВО «АвтоЗИЛ», входив до складу Науково-координаційної ради з проведення спільно з болгарськими фахівцями робіт у галузі лиття з протитиском, був членом Комітету з Державних премій України у галузі науки і техніки та членом Бюро ВФТПМ НАН України.
В творчому доробку Віктора Олексійовича понад 720 статей та 13 монографій.

## Нагороди і почесні звання
Плідна наукова, науково-організаційна, педагогічна та громадська діяльність В. О. Єфімова відзначена двома Державними преміями СРСР і Державною премією України у галузі науки і техніки (2002), академічними преміями ім. Є. О. Патона та ім. М. М. Доброхотова, двома орденами Трудового Червоного Прапора, орденом «Знак Пошани», медалями.